# كاسل دايل
كاسل دايل (يوتا) (بالإنجليزية: Castle Dale, Utah)‏ هي مدينة تقع في الولايات المتحدة في مقاطعة إميري، يوتا. يقدر عدد سكانها بـ 1,624 نسمة ومساحتها 4.8 كم2 وترتفع عن سطح البحر 1,730 متر.

## التركيبة السكانية
حدّد مكتب تعداد الولايات المتحدة بيانات التركيبة السكانية لكاسل دايل في تعداد الولايات المتحدة. في ما يلي، التركيبة السكانية حسب تعدادي 2000 و2010.

### تعداد عام 2000
بلغ عدد سكان كاسل دايل 1,657 نسمة بحسب تعداد عام 2000، وبلغ عدد الأسر 508 أسرة وعدد العائلات 420 عائلة مقيمة في المدينة. في حين سجلت الكثافة السكانية 286.2 نسمة لكل كيلومتر مربع (741.3/ميل2). وبلغ عدد الوحدات السكنية 618 وحدة بمتوسط كثافة قدره 106.7 لكل كيلومتر مربع (276.4/ميل2).
وتوزع التركيب العرقي للمدينة بنسبة 95.47% من البيض و0.06% من الأمريكيين الأفارقة و0.66% من الأمريكيين الأصليين و0.54% من الأمريكيين ذوي الأصول الآسيوية و0.18% من سكان جزر المحيط الهادئ و0.91% من الأعراق الأخرى و2.17% من عرقين مختلطين أو أكثر و2.17% من الهسبانيون أو اللاتينيون من أي عرق.
بلغ عدد الأسر 508 أسرة كانت نسبة 51% منها لديها أطفال تحت سن الثامنة عشر تعيش معهم، وبلغت نسبة الأزواج القاطنين مع بعضهم البعض 72.6% من أصل المجموع الكلي للأسر، ونسبة 7.1% من الأسر كان لديها معيلات من الإناث دون وجود شريك، بينما كانت نسبة 3% من الأسر لديها معيلون من الذكور دون وجود شريكة وكانت نسبة 17.3% من غير العائلات. تألفت نسبة 15.6% من أصل جميع الأسر من عدة أفراد يعيشون في نفس المنزل ونسبة 7.9% كانت تتألف من شخص يعيش بمفرده يبلغ من العمر 65 عاماً أو أكثر. وبلغ متوسط حجم الأسرة المعيشية 3.22، أما متوسط حجم العائلات فبلغ 3.60.
بلغ العمر الوسطي للسكان 28.4 عاماً. وكانت نسبة 37.2% من القاطنين تحت سن الثامنة عشر، وكانت نسبة 9.1% بين الثامنة عشر والرابعة والعشرين عاماً، ونسبة 23.1% كانت واقعةً في الفئة العمرية ما بين الخامسة والعشرين والرابعة والأربعين عاماً، ونسبة 21.4% كانت ما بين الخامسة والأربعين والرابعة والستين، ونسبة 8% كانت ضمن فئة الخامسة والستين عاماً فما فوق. يوجد لكل 100 أنثى 104.0 ذكر، ويوجد لكل 100 أنثى في الثامنة عشر من عمرها فما فوق 97.5 ذكر.
بلغ متوسط دخل الأسرة في المدينة 44,185 دولارًا، أما متوسط دخل العائلة فبلغ 48,603 دولارًا. وكان متوسط دخل الذكور 40,515 دولارًا مقابل 20,294 دولارًا للإناث. وسجل دخل الفرد الخاص بالمدينة 14,175 دولارًا. وكانت نسبة 6.7% من العائلات ونسبة 9.5% من السكان تحت خط الفقر، وكان من هؤلاء نسبة 12.8% تحت سن الثامنة عشر ونسبة 5.6% في الخامسة والستين من العمر وما فوق.

### تعداد عام 2010
بلغ عدد سكان كاسل دايل 1,630 نسمة بحسب تعداد عام 2010، وبلغ عدد الأسر 560 أسرة وعدد العائلات 436 عائلة مقيمة في المدينة. في حين سجلت الكثافة السكانية 281.5 نسمة لكل كيلومتر مربع (729.1/ميل2). وبلغ عدد الوحدات السكنية 709 وحدة بمتوسط كثافة قدره 122.5 لكل كيلومتر مربع (317.3/ميل2).
وتوزع التركيب العرقي للمدينة بنسبة 97.06% من البيض و0.18% من الأمريكيين الأفارقة و1.35% من الأمريكيين الأصليين و0.25% من الأمريكيين ذوي الأصول الآسيوية و0.06% من سكان جزر المحيط الهادئ و0.61% من الأعراق الأخرى و0.49% من عرقين مختلطين أو أكثر و2.94% من الهسبانيون أو اللاتينيون من أي عرق.
بلغ عدد الأسر 560 أسرة كانت نسبة 41.4% منها لديها أطفال تحت سن الثامنة عشر تعيش معهم، وبلغت نسبة الأزواج القاطنين مع بعضهم البعض 67.1% من أصل المجموع الكلي للأسر، ونسبة 8% من الأسر كان لديها معيلات من الإناث دون وجود شريك، بينما كانت نسبة 2.7% من الأسر لديها معيلون من الذكور دون وجود شريكة وكانت نسبة 22.1% من غير العائلات. تألفت نسبة 19.6% من أصل جميع الأسر من عدة أفراد يعيشون في نفس المنزل ونسبة 8.6% كانت تتألف من شخص يعيش بمفرده يبلغ من العمر 65 عاماً أو أكثر. وبلغ متوسط حجم الأسرة المعيشية 2.91، أما متوسط حجم العائلات فبلغ 3.37.
بلغ العمر الوسطي للسكان 31.5 عاماً. وكانت نسبة 32.7% من القاطنين تحت سن الثامنة عشر، وكانت نسبة 7.4% بين الثامنة عشر والرابعة والعشرين عاماً، ونسبة 23.2% كانت واقعةً في الفئة العمرية ما بين الخامسة والعشرين والرابعة والأربعين عاماً، ونسبة 25.3% كانت ما بين الخامسة والأربعين والرابعة والستين، ونسبة 11.4% كانت ضمن فئة الخامسة والستين عاماً فما فوق. وتوزع التركيب الجنسي للسكان بنسبة 52% ذكور و48% إناث.